# Ellenberg, Birkenfeld
Ellenberg là một đô thị ở huyện Birkenfeld, bang Rheinland-Pfalz, nước Đức. Đô thị Ellenberg, Birkenfeld có diện tích 2,01 km².